# Cyclosa morretes
Cyclosa morretes Levi, 1999 è un ragno appartenente alla famiglia Araneidae.

## Etimologia
Il nome della specie deriva dal comune brasiliano di Morretes, nel cui territorio sono stati rinvenuti i primi esemplari

## Caratteristiche
L'olotipo femminile ha dimensioni: cefalotorace lungo 2,0mm, largo 1,4mm; opistosoma lungo 5,2mm.

## Distribuzione
La specie è stata reperita nel Brasile meridionale: nel comune di Morretes, appartenente allo stato di Paraná.

## Tassonomia
Al 2013 non sono note sottospecie e dal 1999 non sono stati esaminati nuovi esemplari.